# A hora e a vez de Augusto Matraga
A hora e a vez de Augusto Matraga è un film del 1965 diretto da Roberto Santos.